# Ranavav
Ranavav là một thành phố và khu đô thị của quận Porbandar thuộc bang Gujarat, Ấn Độ.

## Địa lý
Ranavav có vị trí 21°41′B 69°45′Đ / 21,68°B 69,75°Đ Nó có độ cao trung bình là 40 mét (131 feet).

## Nhân khẩu
Theo điều tra dân số năm 2001 của Ấn Độ, Ranavav có dân số 24.202 người. Phái nam chiếm 51% tổng số dân và phái nữ chiếm 49%. Ranavav có tỷ lệ 63% biết đọc biết viết, cao hơn tỷ lệ trung bình toàn quốc là 59,5%: tỷ lệ cho phái nam là 70%, và tỷ lệ cho phái nữ là 55%. Tại Ranavav, 15% dân số nhỏ hơn 6 tuổi.